# 야스모토 사와코
야스모토 사와코(일본어: 安本 紗和子, 1990년 7월 6일 ~ )는 일본의 여자 축구 선수로 현재 대한민국 WK리그의 창녕 WFC에서 공격수로 뛰고 있다.

## 국가대표팀 경력
그녀는 2010년 5월 8일 멕시코과의 경기에서 일본 국가대표팀에 데뷔했다. 그녀는 국제 A매치 통산 2경기에 출전했다.
2010년 FIFA U-20 여자 월드컵에도 출전했다.

## 통계
| 일본 | 일본 | 일본 |
| 연도 | 출전 | 득점 |
| ---- | ---- | ---- |
| 2010 | 2    | 0    |
| 통산 | 2    | 0    |

## 수상

### 클럽
마이내비 센다이 레이디스
- 나데시코 리그 디비전 2 : 우승 (2012)
- 나데시코 리그 디비전 1 : 준우승 (2015), 4위 (2016, 2017)
- 황후컵 : 4강 (2014, 2015, 2016)
- 나데시코 리그컵 : 4강 (2016)

### 국가대표팀
일본 여자 U-20
- AFC U-20 여자 아시안컵 : 우승 (2009)